# KV-1坦克
KV-1坦克 （俄语：Клим Ворошилов-1），是蘇聯在第二次世界大戰中的主力重型坦克KV系列第一型，以蘇聯國防人民委員會委員——克里门特·伏罗希洛夫元帥命名。KV坦克系列以它們的厚重裝甲為名；德國进攻蘇聯時，KV坦克是少數同時能抵擋37和50毫米口徑反坦克砲的坦克。在德國的巴巴羅薩行動以前，蘇聯的22000輛坦克中約有500輛KV-1坦克服役。隨著KV-1坦克的成功，蘇聯相繼研發了它的改良版：KV-2、KV-85和諸多衍生型。

## 發展

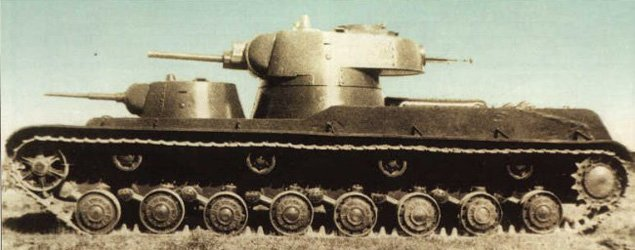
SMK多砲塔坦克

KV-1是由伏罗希洛夫的女婿—科廷（Zhozef Kotin）和耶莫雷耶夫（Vladimir Yermolaev）於基洛夫工廠所研製，將之前的多砲塔坦克——SMK戰車改採用單砲塔和寬履帶進行改良。
1939年2月，設計工作展開；
同年4月，國防委員會通過其全尺寸的實體模型；
同年9月，成品便在紅軍的參謀幕僚前進行展示；
同年12月29日與T-34被列制式裝備；
1940年2月，量產開始，當年便生產了243輛。之後有一戰車排的KV-1原型車與T-100坦克和SMK坦克被派往冬季戰爭對抗芬蘭軍隊。
在冬季戰爭中，芬軍對KV-1原型車的厚重裝甲難以擊破，且機動性佳；而SMK和T-100則是常發生履帶被炸斷、砲塔故障等問題。KV-1使用許多SMK坦克的設計，如傳動、懸掛裝置等，原先預計採用 76.2 毫米和 45 毫米主砲，最後卻只用 76.2 毫米一座、配有12個獨立負重輪和扭桿連結的懸掛裝置，和砲塔前 90 毫米、側面 75 毫米、車身 90 毫米的厚重裝甲，重要的是，採用寬履帶的KV-1分散了重量，能夠過得了許多原本會被壓壞的木橋。但KV-1的缺點是早期的離合器和傳動器協調性差，換檔時需要先停車，乘員艙又視野狹小、缺乏無線電，影響其作戰能力。
當蘇德戰爭開始後，KV-1坦克開始與德軍交鋒，到1941年6月時基洛夫工廠已生產了636輛。當時德軍主要使用的反坦克砲、坦克砲都無法擊毀其90毫米厚的炮塔前部裝甲（後期前方裝甲還增加25mm裝甲板至100毫米），對德軍震懾力強，因而開發其他如KV-1S、SU-152等衍生車；相較之下，SMK、T-35等重型多砲塔坦克常因故障而停駛，被視為阻礙道路交通的一大問題，甚至故障數量比被德軍擊毀者還多。
隨著德軍進逼列寧格勒，基洛夫工廠遂進行撤離，而於1941年改由車里雅賓斯克牽引車廠接手生產。而撤到車里雅賓斯克的基洛夫工廠和車里雅賓斯克牽引車廠合併，再加上其他撤到該處的工業，組成一生產複合體——「坦克格勒」（Tankograd，戰車城之意），並一度為蘇聯在戰爭時期所剩下的唯一一個製造重戰車及重自走砲的生產機構。
到了後期，由於裝甲的強化，重量也成為KV-1的主要缺點，雖然不斷更換離合器、新型的砲塔、較長的砲管，並將部分裝甲的焊接部份改成鑄造式，它的可靠性還是不如中坦克T-34，於是KV-1的生產開始被轉移，KV系列的其他坦克亦如此。同時，也因為不敵四號坦克的強化型、虎式坦克、新型反坦克砲、豹式坦克，壓縮了KV-1的威脅能力，蘇軍因此開始開發新型的重型坦克——IS-1坦克，用以取代KV系列。

## 乘员
没有专业装填手。
- 车长兼职装填手，
- 炮手
- 驾驶员
- 辅助驾驶员兼机械师
- 无线电员兼前机枪手

## 變形

### KV-1 1939年型

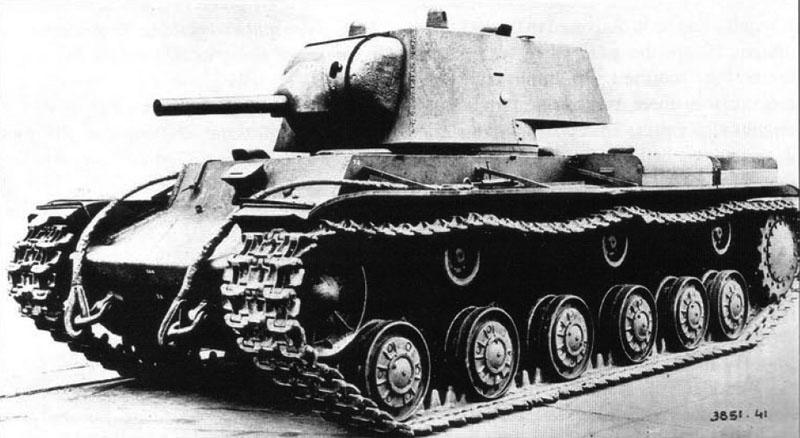
KV-1 1939年型

從1939年12月開始生產，主炮為 76 毫米的L-11坦克砲，裝甲厚達 75 毫米。原先車身前面沒有架設機槍，僅有手槍口，但在後期裝備L-11坦克砲的生產車也裝設了機槍。

### KV-1 1940年型
自1940年後半開始生產。主炮為 76 毫米的F-32坦克砲，裝甲初期 75 毫米，後期提昇至 90 毫米，砲塔更換為新型砲塔，砲塔前頭還設計使敵軍跳彈的造型；主要用來對抗德軍的入侵。

### KV-1E
增加了35毫米外接装甲的1940年型。由于过重，以后的型号直接加厚基础装甲。

### KV-1 1941年型

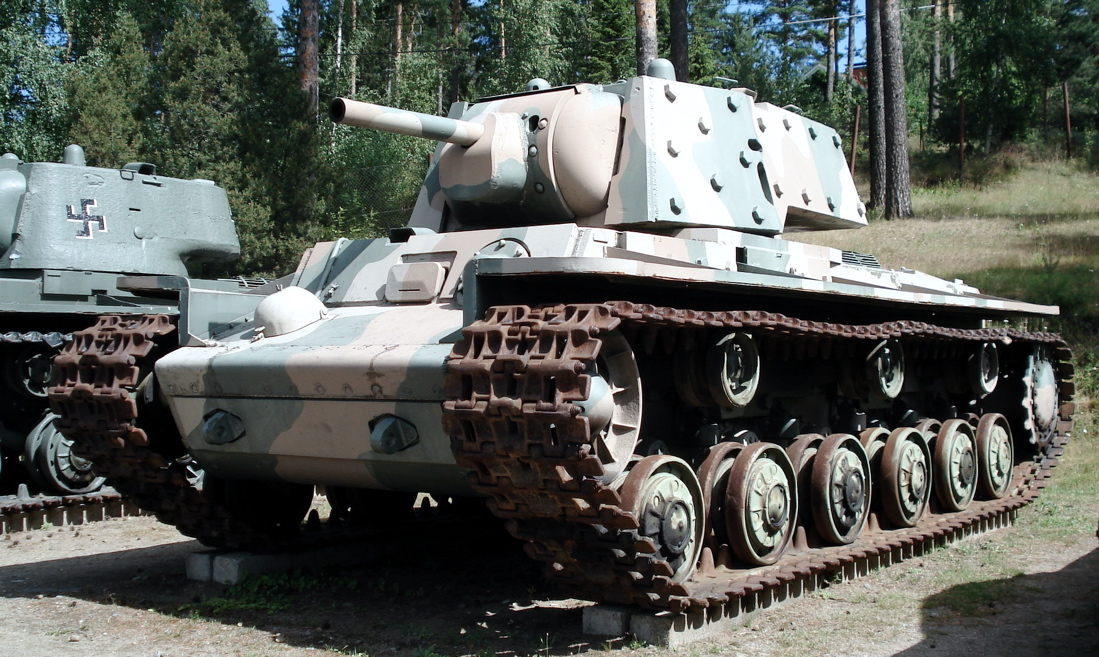
KV-1 1941年型

从1941年7月开始生产的型号。主炮为76.2毫米的ZiS-5（有部分装备的是T-34的F-34）坦克炮，炮塔得到加厚，并开始采用铸造工艺生产。

### KV-1 1942年型
主炮依然是ZiS-5，但车身和炮塔的整体装甲都得到了加厚。另外还更换了发动机。

### KV-1S
在1942年型的基础上发展的轻量化版本。以牺牲装甲为代价，获得了大幅提高的机动性，也換裝了更新、更小的鑄造砲塔，但火力并没有太大提升。采用的新式炮塔上有专用的观察装置。

### KV-1A
德军对1940年型的称呼。亦有说法指是使用焊接炮塔的各种型号。

### KV-1B
德军对KV-1E，或者1941年型的称呼。

### KV-1C
德军对1942年型的称呼。亦有说法指是使用铸造炮塔的型号。

### Pz.Kpfw.KV-1B 756(r)
德军缴获并正式使用的KV-1。有一些换装了四号坦克所使用的7.5cmKwK40/L43火炮，正面也有額外裝甲。

## 衍生型

### KV-2
更换了大型炮塔，并搭载了152毫米榴弹炮的型号。

### KV-8
装有火焰喷射器的KV-1。主炮被更换为45毫米。以KV-1S为基础生产的型号称为KV-8S。

### KV-85
在IS系列坦克投入生产前出现的临时方案。在KV-1S的车身上安置IS-1的炮塔，和一门85毫米炮。

### KV-T
拆掉炮塔，用作牵引车的KV-1。

### KV-1 掃雷坦克
在1942年型的前部加装扫雷装置的版本。

### SU152
在KV-1S的车身上安装了一门152毫米榴弹炮，用于对抗德军的虎式坦克。

## 與其他重型坦克的比較
|              | T-35                        | T-100        | SMK          | KV-1 1940型          | KV-1 1941型  | KV-1 1942型   | KV-1S 1942型  | KV-85 1943型 | IS-2 1945型  | IS-3 1945型   |
| ------------ | --------------------------- | ------------ | ------------ | -------------------- | ------------ | ------------- | ------------- | ------------ | ------------ | ------------- |
| 乘員         | 11 名                       | 7 名         | 7 名         | 5 名                 | 5 名         | 5 名          | 5 名          | 4 名         | 4 名         | 4 名          |
| 重量         | 45 公噸                     | 58 公噸      | 55 公噸      | 43 公噸              | 45 公噸      | 47 公噸       | 42.5 公噸     | 46 公噸      | 46 公噸      | 46.5 公噸     |
| 主砲         | 76.2 mm M. 27/32            | 76.2 mm L-11 | 76.2 mm L-11 | 76.2 mm F-32         | 76.2 mm F-34 | 76.2 mm ZiS-5 | 76.2 mm ZiS-5 | 85 mm D-5T   | 122 mm D-25T | 122 mm D-25T  |
| 彈藥數       | 100 發                      | –            | –            | 111 發               | 111 發       | 114 發        | 114 發        | 70 發        | 28 發        | 28 發         |
| 次要武裝     | 2×45 mm戰車砲 5×7.62 mm機槍 | 45 mm戰車砲  | 45 mm戰車砲  | 2×DT                 | 4×DT         | 4×DT          | 4×DT          | 3×DT         | 2×DT, DShK   | 2×DT, DShK    |
| 引擎         | 500 hp M-17M 汽油引擎       | 500 hp       | 850 hp AM-34 | 600 hp V-2K 柴油引擎 | 600 hp V-2   | 600 hp V-2    | 600 hp V-2    | 600 hp V-2   | 600 hp V-2   | 600 hp V-2-IS |
| 燃料量       | 910 公升                    | –            | –            | 600 公升             | 600 公升     | 600 公升      | 975 公升      | 975 公升     | 820 公升     | 520+270 公升  |
| 最高速度     | 30 km/h                     | 35 km/h      | 36 km/h      | 35 km/h              | 35 km/h      | 28 km/h       | 45 km/h       | 40 km/h      | 37 km/h      | 37 km/h       |
| 最大行動距離 | 150 km                      | –            | 150 km       | 335 km               | 335 km       | 250 km        | 250 km        | 250 km       | 240 km       | 150 (225) km  |
| 裝甲厚度     | 11–30 mm                    | 20–70 mm     | 20–60 mm     | 25–75 mm             | 30–90 mm     | 20–130 mm     | 30–82 mm      | 30–160 mm    | 30–160 mm    | 20–220 mm     |
|              |                             |              |              |                      |              |               |               |              |              |               |

## 原型車

### T-150
更换了V-5发动机，并加厚了装甲至90毫米的型号。唯一的原型车生产于1941年，并在1943年列宁格勒防卫战中被摧毁。後來與KV-220同被定為KV-3，未量產。

### KV-220
加长车身並強化裝甲與更換V-2-SN引擎的型号，搭载85毫米F-35戰車砲，被摧毁。後來與T-150同被定為KV-3，未量產。

### KV-4/KV-5
搭载107毫米炮，设计重量100吨左右的超重型坦克。KV-5有一个搭载机关枪的副炮塔。两者都只存在于蓝图中。

### KV-6
實際上並沒有這個稱號存在，它們只被稱作"裝有火焰噴射器的KV-1"。帶有ATO-41火焰噴射器，與KV-8的分別是它使用的是76毫米炮，而不是45毫米炮。只有4輛原型車被生產出來。常被誤認為是虛構的多炮塔陸地巡洋艦KV-VI。(KV-VI是虛構的)

### KV-7
固定战斗室多炮管试验型号。為驅逐戰車方案，有搭载两门45毫米炮和一门76毫米炮的版本，也有搭载两门76毫米炮的KV-7-2。没有投入使用。

### KV-8
在搭载45毫米炮的KV-1上加装火焰喷射器的方案。大量投入庫爾斯克戰役。

### KV-9
搭载122毫米U-11榴弹炮的KV-1。样车于1941年通过测试。

### KV-10/KV-1K
在KV-1上搭载4個火箭發射器，每個有兩颗132毫米火箭弹。

### KV-11
搭载85毫米炮的KV-1。

### KV-12
搭载毒气散布装置的方案。

### KV-13
融合重型坦克的防护能力和中型坦克的机动性的产物。后来发展成为IS系列。

### KV-14
SU-152的原型車。

### S-51
在KV-1S的车身上安装203毫米榴弹炮的型号。

### KV-1S-85
直接把85毫米S-31炮装在KV-1S的炮塔上的方案。因为性能不如装有IS-1炮塔的KV-85坦克而停止研发，仅一辆原型车。

### KV-122
由于IS系列生产缓慢，曾尝试在KV-85上安装122毫米D-25T炮。没有投入使用。

## 來源

### 腳註
1. ↑  IS-3 Model 1945 （页面存档备份，存于） onwar.com
2. ↑  Выводы из испытаний Д-5Т и С-31 в КВ-85 и ИС-85. (1943, August 23). Retrieved April 20, 2017, from http://yuripasholok.livejournal.com/3477915.html （页面存档备份，存于）